# Andreas Eschbach

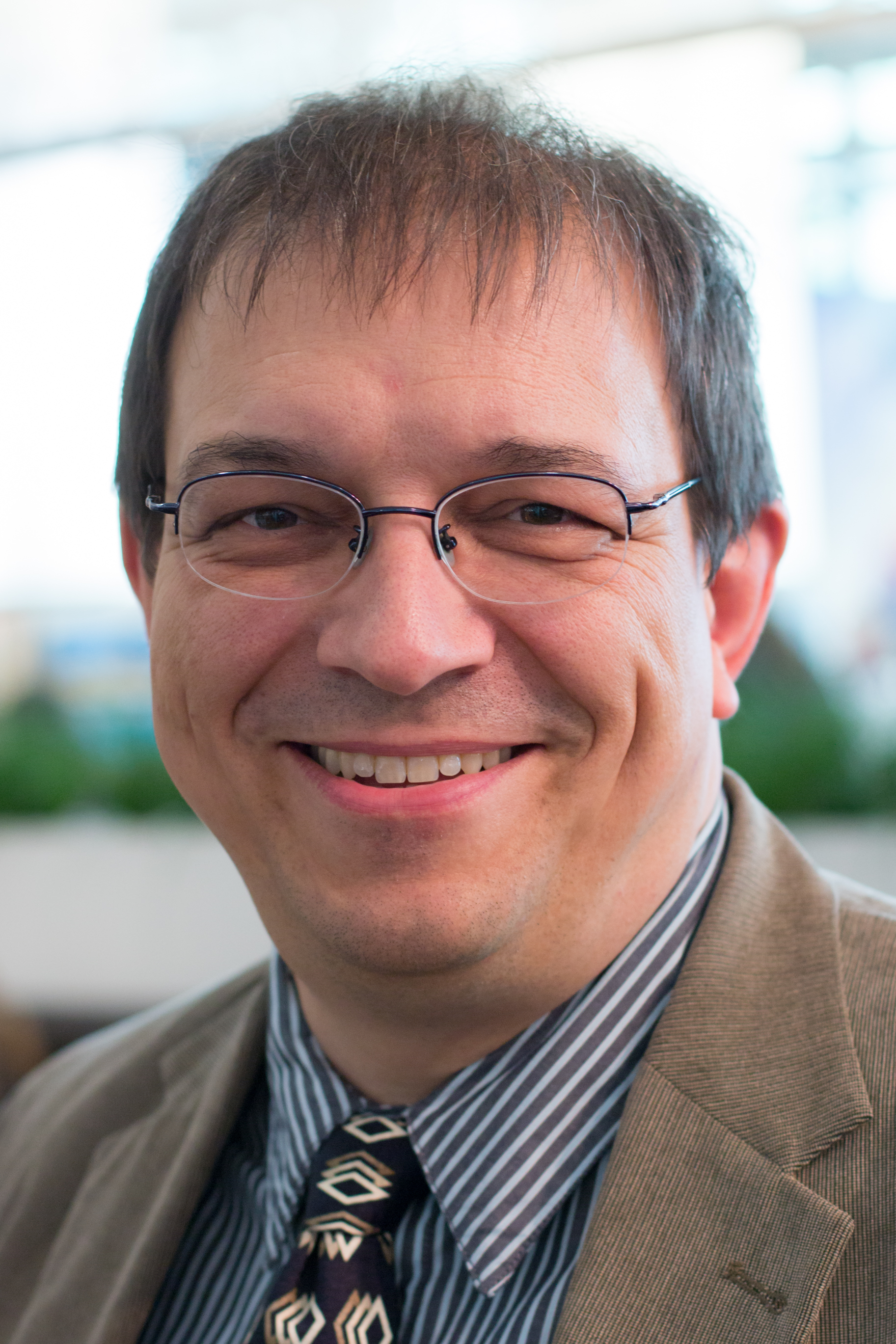
Andreas Eschbach (2014)

Andreas Eschbach (Ulm, 15 september 1959) is een Duits auteur. Zijn begin-oeuvre lag hoofdzakelijk in het sciencefictiongenre. Zijn nieuwere werk "Der Nobelpreis" volgt dit genre niet meer. 
Eschbach studeerde lucht- en ruimtevaartkunde in Stuttgart, maar maakte zijn studies niet af. Hij werkte als softwareontwikkelaar en zelfstandig ondernemer, tot op het ogenblik dat zijn succes als schrijver hem toeliet, hiervan zijn hoofdberoep te maken.
Samen met zijn tweede echtgenote Marianne, leeft hij in Bretagne (Frankrijk). Zijn zoon uit zijn eerste huwelijk woont in bij zijn moeder in Stuttgart.

## Prijzen
Eschbach heeft reeds verschillende belangrijke prijzen gewonnen:
- "Deutscher Science Fiction Preis" in 1996, 1997, 1998, 1999 en 2004.
- "Kurd-Laßwitz Preis" in 1997, 1999, 2000, 2002 en 2004.
- "Deutschen Phantastik Preis" in 1999, 2004, 2005.
- Belgische prijs "Bob Morane" in 2000.
- Franse "Grand-Prix de l'Imaginaire" in 2000 en 2004